# Ollon
Ollon é uma comuna da Suíça, situada no distrito de Aigle, no cantão de Vaud. Tem 59,59 km² de área e sua população em 2018 foi estimada em 7.461 habitantes.